# Villa Spera
Villa Spera, chiamata successivamente Villa Giordano e più recentemente Corte dei Leoni, è una villa in stile liberty opera dell'architetto Adolfo Avena, situata a Napoli alla fine di via Tasso, all'uscita in piazza Santo Stefano, nel quartiere Vomero.

## Descrizione

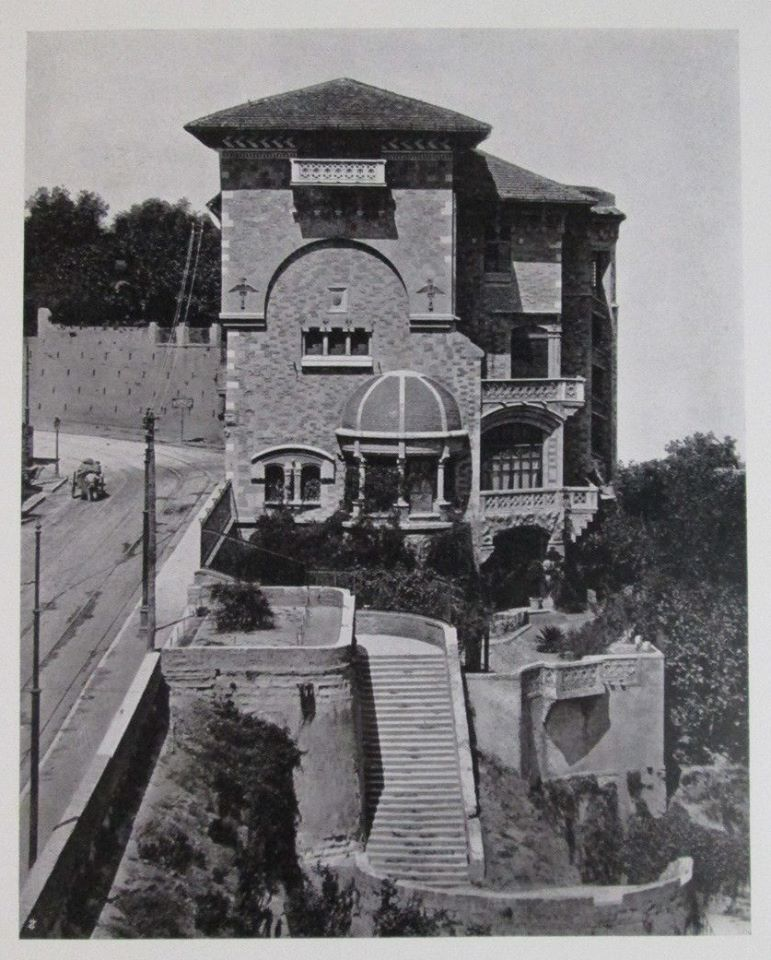
Villa Spera nel 1924

Costruita nel 1922, come attesta una lapide in latino apposta dall'autore sulla facciata, è contraddistinta, come altre ville del Vomero appartenenti al liberty napoletano, da un marcato eclettismo, che fonde lo stile liberty col neoromanico. Le sue decorazioni riprendono motivi medievali e pseudo-rinascimentali.
È un edificio a tre piani, irregolare ma bruscamente rettangolare, dotato di finestre ad arco con colonne e chiavi di volta prominenti su entrambi i lati, ed una facciata di mattoni rosso pallido, con numerosi mattoni sporgenti per conferirle un tenue effetto bugnato. Piazzati in vari punti, nella parte alta della facciata, sono scolpiti alcuni simboli esoterici. Due di questi sono collocati su entrambi i lati di una grande finestra. Essi sembrano essere versioni del caduceo alato, la bacchetta portata nella mitologia romana da Mercurio. Sono presenti anche le ali, ma sulla cima di ogni bacchetta c'è una testa di cavallo o di drago stilizzata. Queste sono rivolte verso l'interno e si "guardano" l'un l'altra attraverso l'arco della finestra.
La sua posizione, al culmine della collina (circa 500 piedi al di sopra del livello del mare), al confine tra il Vomero e Posillipo, consente, sul lato anteriore, una veduta spettacolare sul Vesuvio e sul Golfo di Napoli, sebbene il lato posteriore, di fronte al quale in origine sorgeva solo Villa Rachele, sia stato oscurato, negli anni cinquanta del Novecento, dalla costruzione di un supermercato GS e numerosi palazzi moderni.

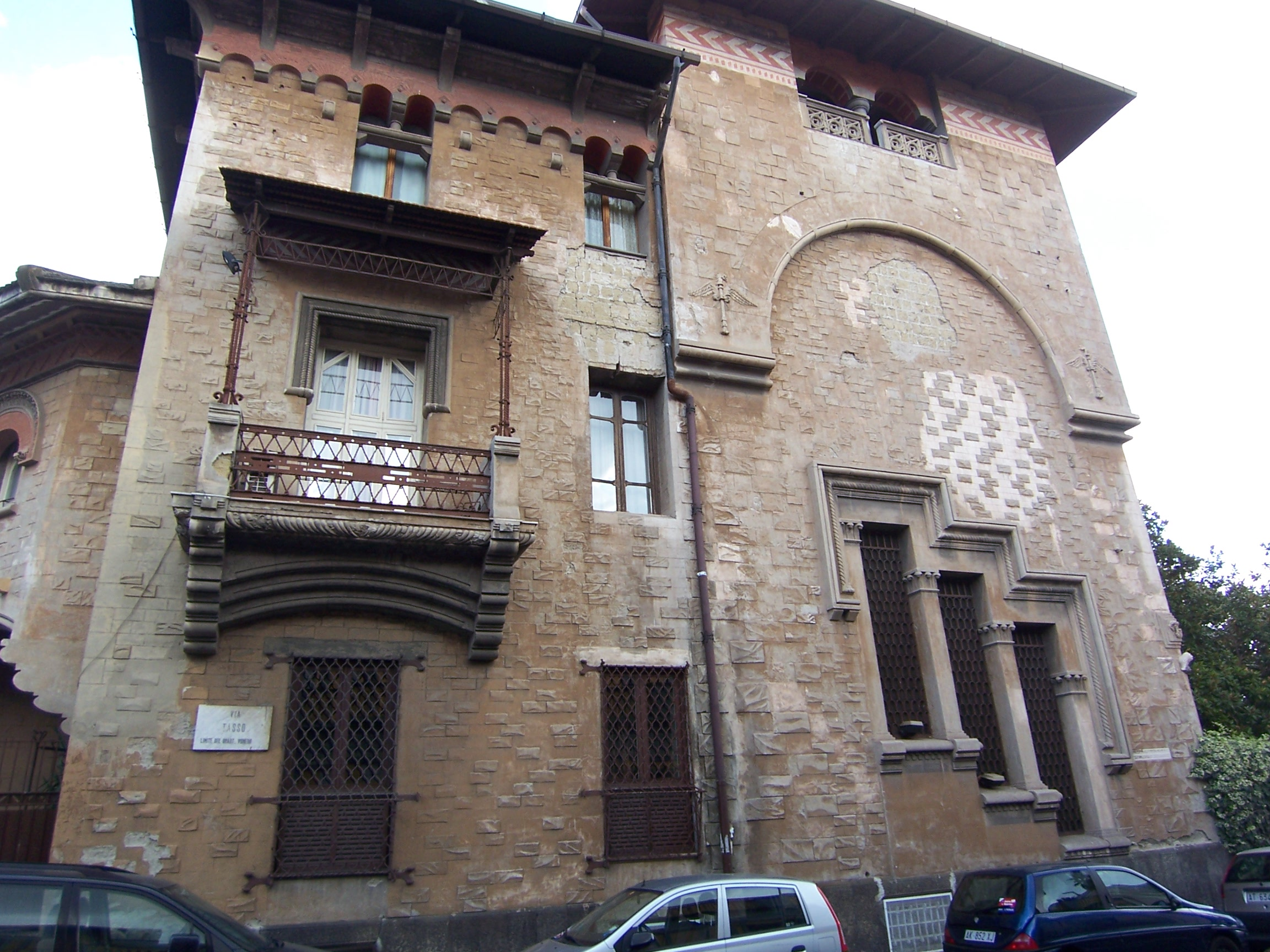
Villa Spera: facciata

Il tetto, in stile rinascimentale, pende delicatamente verso il basso su ogni lato dell'edificio. Essendo la villa stata costruita su un pendio, la parte della villa che si affaccia sul mare ottiene un effetto addizionale utilizzando lo spazio in più disponibile attraverso il rapido cambio di altezza tra la parte frontale della proprietà ed il retro: Avena sfruttò così il poco spazio e le preesistenze (l'edificio sorse su un antico casino rurale).
Nella maggior parte delle finestre c'è vetro scuro e macchiato. Nella grande finestra centrale, l'artistico vetro colorato, opera del figlio di Adolfo Avena, Carlo, è andato perso durante la guerra. Sul lato del mare, c'è una notevole scala a spirale che avvolge l'intero edificio; si trova all'interno, ma di fronte al vetro e visibile dall'esterno. L'intera proprietà è protetta dalla strada grazie ad un alto recinto d'acciaio, fino ai primi anni 2000 coperto da edera, che rendeva impossibile osservarne l'interno. La placca di pietra posta dall'autore nella facciata porta la data 1922 in numeri romani, ma la pietra è tanto consumata da sembrare molto più vecchia. Sul lato di fronte al mare c'è anche un balcone. L'effetto è rinascimentale, come nella cosiddetta Casa di Giulietta a Verona (opera, non a caso, di Alberto Avena, fratello di Adolfo); ma nella villa vomerese risulta piuttosto inquietante.
Il suo aspetto ha dato origine a numerose leggende, secondo le quali la villa sarebbe stregata ed abitata da fantasmi, tant'è che è stata utilizzata anche come set cinematografico, nel film Giallo napoletano di Sergio Corbucci, girato nel 1979, e ne La guerra di Mario di Antonio Capuano, del 2005. Attualmente è impiegata per cerimonie e riunioni.
La villa fu anche sede del comando tedesco durante l'occupazione nazista.